# چالاتا
چالاتا (به انگلیسی: Chilata) شهر و کمون در آنگولا واقع در استان هوامبو است.